# 小原嘉明
小原 嘉明（おばら よしあき、1942年3月22日 - ）は、日本の動物行動学者、東京農工大学名誉教授。

## 略歴
福島県生まれ。1964年東京農工大学農学部卒業、1974年九州大学理学博士。1966年東京農工大学助手、1975年助教授、1986年教授。2007年定年となり、名誉教授。この間、九州大学理学部生物学教室、ケンブリッジ大学動物学教室、ワイカト大学（ニュージーランド）生物学教室にて研修。昆虫の行動学を中心に研究し一般書も多く執筆した。

## 著書
- 『モンシロチョウの結婚指輪 太陽に組込まれた行動の鎖』現代の博物誌 社会思想社 現代教養文庫 1977
- 『黄色いモンシロチョウ』海野和男撮影 偕成社(観察の本)　1979
- 『搾取する性とされる性』海鳴社 1983
- 『カイコガの結婚ダンス』伊藤純至写真 偕成社(観察の本)　1985
- 『チョウのへんしん』1986 ポプラ社学習文庫
- 『入門動物の行動』岩波書店 1986
- 『オスとメス求愛と生殖行動』岩波ジュニア新書　1986
- 『ライオンはなぜか一頭では狩りをしない 動物たちの不思議な食生活』PHP研究所 1990
- 『上流階級のサルはなぜ娘を産むか オスから男、メスから女への進化論』PHP研究所 1991
- 『みつばち家族の大冒険 おどろくべきみつばちの生態』青鹿良二絵 偕成社 (わたしのノンフィクション 1992
- 『モンシロチョウの結婚ゲーム』蒼樹書房 1994
- 『行動生物学』培風館 1997
- 『父親の進化 仕組んだ女と仕組まれた男』講談社 1998
- 『恋の動物行動学 モテるモテないは、何で決まる?』日本経済新聞社 2000
- 『モンシロチョウ キャベツ畑の動物行動学』中公新書 2003
- 『イヴの乳 動物行動学から見た子育ての進化と変遷』東京書籍 2005
- 『進化を飛躍させる新しい主役 モンシロチョウの世界から』岩波ジュニア新書 2012
- 『アオムシの歩く道』吉谷昭憲絵 福音館書店 (月刊たくさんのふしぎ 2013
- 『暗闇の釣り師グローワーム』石森愛彦絵 福音館書店 (月刊たくさんのふしぎ)2015
- 『入門!進化生物学 ダーウィンからDNAが拓く新世界へ』中公新書 2016
- 『本能　遺伝子に刻まれた驚異の知恵』中公新書 2021

### 編著
- 『昆虫生物学』編 朝倉書店 1995

### 翻訳
- デティアー, ステラー『動物の行動』日高敏隆共訳　岩波書店、1973
- M.エドムンズ『動物の防衛戦略』加藤義臣共訳 培風館 1980
- W.H.ソープ『動物行動学をきずいた人々』加藤義臣,柴坂寿子共訳 培風館 (ライフサイエンス教養叢書　1982
- J.P.エヴァート『神経行動学』山元大輔共訳 培風館 1982
- J.モーテンソン『クジラの歌ハチの地図 動物たちの心と意識』中牟田潔共訳 岩波書店 1988

## 論文
- <小原嘉明